# 田原村 (栃木県)
田原村（たわらむら）は、栃木県の中部、河内郡に属していた村である。

## 地理
- 河川：山田川、御用川

## 歴史
- 1889年（明治22年）4月1日 - 町村制施行により、上田原村、下田原村、古田村、逆面村、宝井村、叶屋村、立伏村、相野沢新田、大塚新田が合併し河内郡田原村が成立する。
- 1955年（昭和30年）4月1日 - 古里村と合併して河内村となり消滅。
- 1966年（昭和41年）4月1日 - 河内村が町制施行して河内町となる。
- 2007年（平成19年）3月31日 - 河内町が上河内町とともに宇都宮市へ編入される。

## 行政
- 田原村長

| 代 | 氏名       | 就任                       | 退任                       | 備考 |
| -- | ---------- | -------------------------- | -------------------------- | ---- |
| 1  | 渡辺六郎   | 1889年（明治22年）5月24日  | 1893年（明治26年）5月23日  |      |
| 2  | 渡辺六郎   | 1893年（明治26年）5月24日  | 1894年（明治27年）1月7日   |      |
| 3  | 赤羽忠吾   | 1894年（明治27年）2月5日   | 1898年（明治31年）2月4日   |      |
| 4  | 赤羽忠吾   | 1898年（明治31年）2月5日   | 1902年（明治35年）2月4日   |      |
| 5  | 赤羽忠吾   | 1902年（明治35年）2月5日   | 1903年（明治36年）8月10日  |      |
| 6  | 粕田徳三郎 | 1904年（明治37年）12月26日 | 1905年（明治38年）7月26日  |      |
| 7  | 赤羽忠吾   | 1905年（明治38年）7月30日  | 1907年（明治40年）10月20日 |      |
| 8  | 赤羽忠吾   | 1909年（明治42年）4月6日   | 1913年（大正2年）4月5日    |      |
| 9  | 赤羽忠吾   | 1913年（大正2年）4月9日    | 1915年（大正4年）10月14日  |      |
| 10 | 関谷濤四郎 | 1916年（大正5年）4月12日   | 1916年（大正5年）7月21日   |      |
| 11 | 赤羽忠吾   | 1916年（大正5年）9月26日   | 1920年（大正9年）9月25日   |      |
| 12 | 赤羽忠吾   | 1920年（大正9年）9月26日   | 1924年（大正13年）9月25日  |      |
| 13 | 桜井八重吉 | 1925年（大正14年）3月30日  | 1929年（昭和4年）3月29日   |      |
| 14 | 桜井八重吉 | 1929年（昭和4年）3月30日   | 1933年（昭和8年）3月29日   |      |
| 15 | 桜井八重吉 | 1933年（昭和8年）3月30日   | 1934年（昭和9年）12月26日  |      |
| 16 | 小沢武一   | 1935年（昭和10年）1月12日  | 1939年（昭和14年）1月11日  |      |
| 17 | 小沢武一   | 1939年（昭和14年）1月12日  | 1942年（昭和17年）4月6日   |      |
| 18 | 小沢武一   | 1942年（昭和17年）5月11日  | 1946年（昭和21年）5月10日  |      |
| 19 | 小沢武一   | 1946年（昭和21年）5月11日  | 1946年（昭和21年）10月18日 |      |
| 20 | 斎藤太十郎 | 1947年（昭和22年）4月5日   | 1951年（昭和26年）4月4日   |      |
| 21 | 上村酉     | 1951年（昭和26年）4月23日  | 1955年（昭和30年）3月31日  |      |

出典:『栃木県町村合併誌 第四巻』, p. 181